# 輪島市立東陽中学校
輪島市立東陽中学校（わじましりつ とうようちゅうがっこう）は、石川県輪島市にある中学校。

## 沿革
- 2010年（平成22年）4月1日 - 輪島市立町野中学校及び輪島市立南志見中学校が統合して、輪島市立東陽中学校が創立。
- 2024年（令和6年）
  - 1月17日 - 1日夕方に発生した令和6年能登半島地震により、学校再開のめどが立たない事から、県南部の白山市の施設への集団移転を希望した本校を含む輪島市内の中学生250人の移転を開始[1]。
  - 1月30日 - 町野小学校を受け入れ先とする形で、授業を再開[2]。

## 制服
- 男子は学生服、女子はセーラー服。

## 通学区域
- 町野小学校の卒業生が通学する。